# Rebels de Red Deer
Pour les articles homonymes, voir Rebels, Red Deer (homonymie) et Deer.
Les Rebels de Red Deer sont une franchise de hockey sur glace junior-majeur du Canada, localisé à Red Deer dans l'Alberta au Canada qui évolue dans la Ligue de hockey de l'Ouest.

## Histoire
Les Rebels remporte trois titres de division et de conférence consécutifs entre 2000-2001 et 2002-2003. Ils remportent la première saison la Coupe du président et la Coupe Memorial grâce à un but en prolongation de Doug Lynch. Red Deer perd en finale de la LHOu chaque fois les deux saisons suivantes.